# Hefeextrakt-Pepton-Glucose
Hefeextrakt-Pepton-Glucose Medium, Abkürzung (HPG) besser bekannt unter der englische Bezeichnung Plate count Agar, ist ein flüssiges oder festes Komplexnährmedium für Bakterien. Es enthält 2,5 g/L Hefeextrakt, 5,0 g/L Pepton, 1 g/L Glucose in Wasser. Der pH-Wert liegt zwischen 7,0 und 7,4. Durch den Zusatz von 15-20g/L Agar verfestigt, wird es oft zur Lebendkeimzahlbestimmung verwendet. Es ist ein unselektves Vollmedium zur Prüfung auf Sterilität oder zur Zellzahlbestimmung in Wasser, Milch und anderen flüssigen Lebensmitteln.
Siehe auch: Nährmedium